# Arap Camii
Arap Camii („Geamia Arabă”) este o moschee din Istanbul. În evul mediu a fost biserica mănăstirii domnicane din cartierul Pera, locuit preponderent de italieni.

## Galerie de imagini

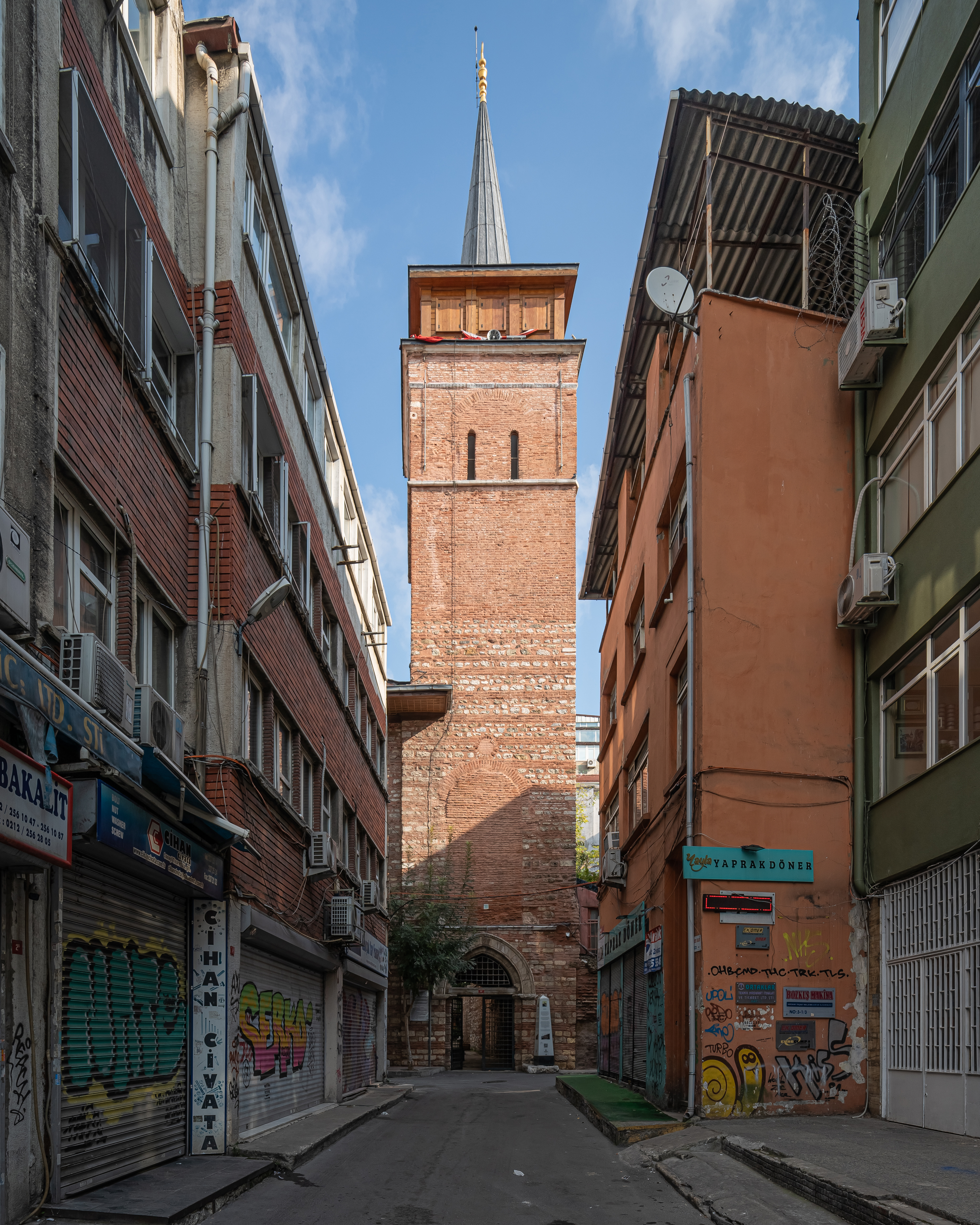
Minaretul geamiei, inițial campanila bisericii dominicane (1325)
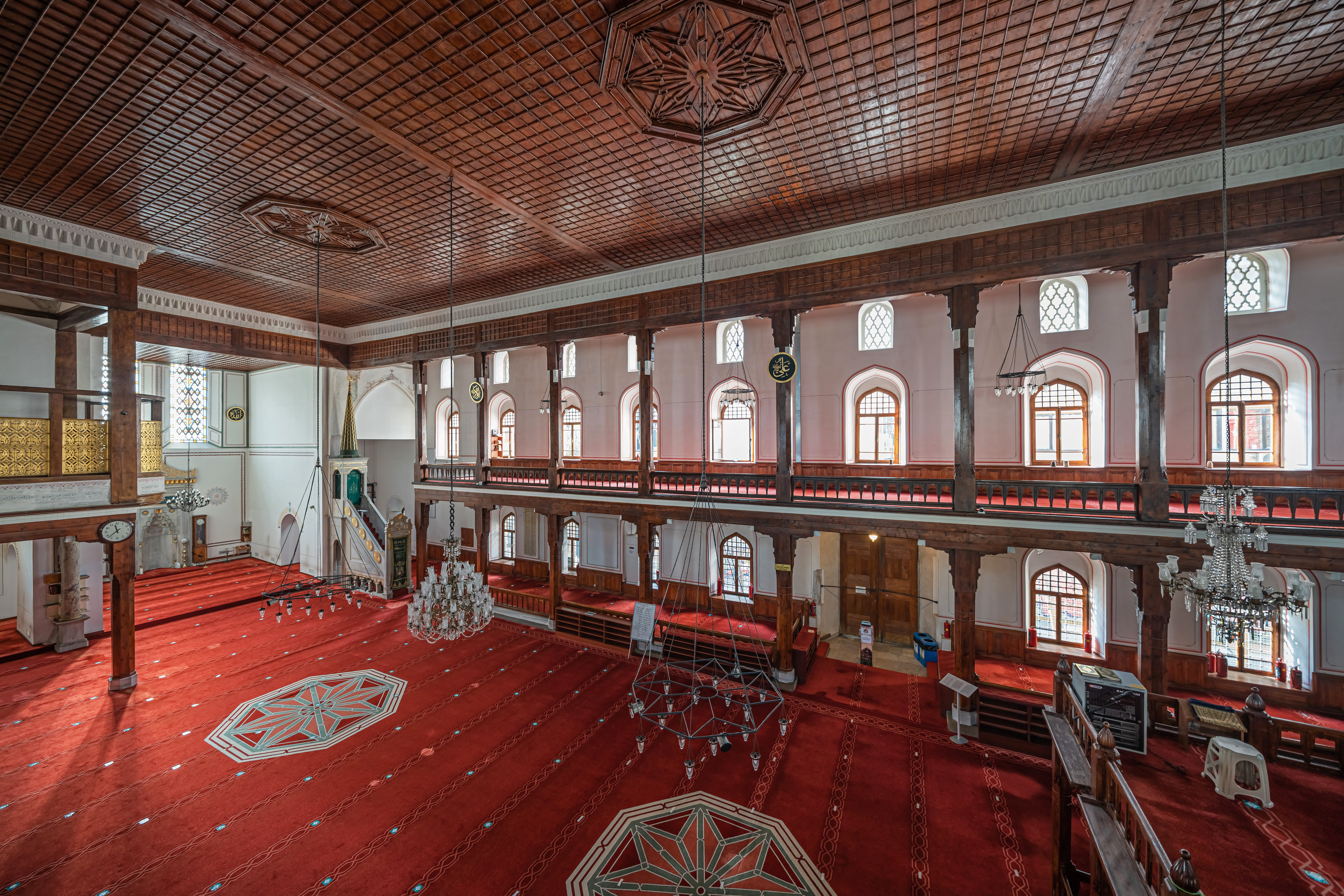
Interior